# Efekt Trommsdorffa
Efekt Trommsdorffa (efekt żelu, efekt autoakceleracji) – zjawisko nagłego przyspieszenia reakcji polimeryzacji rodnikowej prowadzonej w masie monomeru (tj. bez udziału rozpuszczalników). Zjawisko to zwykle występuje w końcowym etapie polimeryzacji. Zjawisko to występuje w przypadku niemal wszystkich monomerów zdolnych do polimeryzacji rodnikowej w masie, choć jest szczególnie dobrze obserwowalne w przypadku poli(metaryklanu metylu) i jego pochodnych.
Nazwa pochodzi od nazwiska Ernsta Trommsdorffa, który opisał to zjawisko w roku 1948.
Zjawisko to powoduje:
- wyraźny wzrost średniej masy cząsteczkowej polimerów niezgodny z ogólnym równaniem zależności tej masy od stopnia przereagowania monomeru dla typowych reakcji łańcuchowych polimeryzacji
- niekorzystne odstępstwa od teoretycznie obliczonego stopnia polidyspersji otrzymanych polimerów
- efekty termiczne – nagły wzrost temperatury układu reakcji, który w skrajnych przypadkach może prowadzić nawet do eksplozji[3].

Pierwotnie Trommsdorff i jego współpracownicy  sądzili, że efekt jest spowodowany wzrostem lepkości środowiska polimeryzacji, co zmniejsza ruchliwość rosnących makrorodników oraz prawdopodobieństwo wzajemnego zetknięcia się ich i zakończenia łańcucha. Efekt żelu miał prowadzić do wzrostu masy cząsteczkowej polimeru, ponieważ przy zahamowaniu procesu zakończenia nie zmienia się szybkość wzrostu łańcucha. Zwiększona lepkość środowiska nie wpływa na dyfuzję małych i ruchliwych cząsteczek monomeru, które bez trudności przedostają się nadal do "rosnącego" makrorodnika.  
Współcześnie jednak pogląd, że na efekt kluczowy wpływ ma lepkość środowiska reakcji, został w dużej mierze zarzucony. Dokładne badania kinetyki wielu reakcji, w których ten efekt jest obserwowany, dowiódł, że jest on bezpośrednią funkcją średniego stopnia polimeryzacji. Wraz z jego wzrostem spada statystyczne prawdopodobieństwo reakcji rekombinacji dwóch makrorodników, zaś proces ich inicjowania nadal trwa. Na skutek tego stężenie rodników w układzie zaczyna rosnąć szybciej niż spadek stężenia monomeru, co powoduje gwałtowne przyspieszenie reakcji, którego dopiero skutkiem jest wzrost lepkości układu reakcji. Zgodnie z tą teorią można przewidzieć ten efekt, pod warunkiem że w równaniach kinetycznych dla reakcji polimeryzacji nie przyjmie się uproszczenia wynikającego z teorii stanu stacjonarnego, który zakłada stałe stężenie rodników przez cały czas reakcji polimeryzacji  Obliczenie teoretyczne momentu wystąpienia efektu Trommsdorffa jednak często zawodzą w praktyce, co sugeruje, że prawdopodobnie efekt ten ma złożone przyczyny, co utrudnia jego teoretyczne przewidzenie przy użyciu czysto statystycznych założeń. Sytuację komplikują dodatkowo doniesienia o przypadkach występowania dwóch i więcej efektów Trommsdorffa w trakcie jednej reakcji polimeryzacji.